# Hadriacus Mons
Hadriacus Mons es una antigua montaña volcánica de bajo relieve en el planeta Marte, ubicada en el hemisferio sur, justo al noreste de la cuenca de impacto Hellas Planitia y al suroeste del volcán similar Tyrrhenus Mons. Hadriacus Mons está en el cuadrángulo de Hellas. Tiene un diámetro de 450 kilómetros (280 millas). El nombre fue aprobado en 2007. Los flancos de Hadriacus Mons se han erosionado en barrancos; sus laderas del sur están cortadas por el canal de salida Dao Vallis. La gran extensión de los depósitos volcánicos y el tamaño de la caldera lleva a algunos investigadores a sugerir que estas características fueron el resultado de un evento explosivo causado por el contacto entre el magma y el agua subterránea.
Hadriaca Patera, un término que antes se usaba para todo el conjunto, ahora solo se usa para la caldera central, que tiene 66 kilómetros (41 millas) de diámetro.
Se ha sugerido que los tubos de lava en Hadriacus Mons podrían proporcionar una ubicación para un hábitat humano que bloquearía la radiación dañina.